# Protuliocnemis
Protuliocnemis là một chi bướm đêm thuộc họ Geometridae.

## Các loài
Bao gồm các loài:
- Protuliocnemis biplagiata – (Moore, [1887])